# Acronicta pyhaevaarae
Acronicta pyhaevaarae är en fjärilsart som beskrevs av Hffm. 1893. Acronicta pyhaevaarae ingår i släktet Acronicta och familjen nattflyn. Inga underarter finns listade i Catalogue of Life.